# Tony Awards 1947
Die Verleihung der 1. Tony Awards 1947 (First Annual Tony Awards) fand am 6. April 1947 im Großen Ballsaal des Hotels Waldorf Astoria in New York City statt und wurde live von den Radiosendern WOR (AM) und Mutual Broadcasting System übertragen. Moderator war Brock Pemberton. Ausgezeichnet wurden Theaterstücke und Musicals der Saison 1946/47, die am Broadway ihre Erstaufführung hatten.

## Hintergrund
Die Tony Awards heißen offiziell Antoinette Perry Awards for Excellence in Theatre. Antoinette Perry war 1940 Mitbegründerin des wiederbelebten und überarbeiteten American Theatre Wing (ATW) und die Preise wurden nach ihrem Tod im Jahr 1946 vom ATW zu ihrem Gedenken gestiftet. Die Mitbegründerin des ATW, Louise Heims Beck, war für die Organisation der ersten Tony Awards verantwortlich. Die Auszeichnungen sollen „herausragende Beiträge zur aktuellen amerikanischen Theatersaison“ würdigen. Die Preise erhielten ihren Spitznamen „Tonys“ während der Zeremonie selbst, als der Moderator Brock Pemberton einen Preis überreichte und ihn „Toni“ nannte, in Anspielung auf den Spitznamen von Antoinette Perry.

## Gewinner

### Künstlerische Leistung
| Kategorie               | Preisträger                    | Theaterstück bzw. Musical           | Nominierungen |
| Bester Hauptdarsteller  | José Ferrer und Fredric March  | Cyrano de Bergerac und Years Ago    |               |
| Beste Hauptdarstellerin | Ingrid Bergman und Helen Hayes | Joan of Lorraine und Happy Birthday |               |
| Beste Nebendarstellerin | Patricia Neal                  | Another Part of the Forest          |               |
| Bester Nebendarsteller  | David Wayne                    | Finian’s Rainbow                    |               |

### Künstlerische Gestaltung
| Kategorie           | Preisträger                     | Theaterstück bzw. Musical                                                                           | Nominierungen |
| Bestes Bühnenbild   | David Folks                     | Heinrich VIII.                                                                                      |               |
| Beste Choreographie | Agnes de Mille und Michael Kidd | Brigadoon und Finian’s Rainbow                                                                      |               |
| Beste Kostüme       | Lucinda Ballard                 | Happy Birthday, Another Part of the Forest, Street Scene, John Loves Mary und The Chocolate Soldier |               |
| Beste Originalmusik | Kurt Weill                      | Street Scene                                                                                        |               |
| Beste Regie         | Elia Kazan                      | All My Sons                                                                                         |               |
| Bestes Theaterstück | Arthur Miller                   | All My Sons                                                                                         |               |

### Sonderpreise
| Kategorie          | Preisträger                  | Grund der Preisverleihung                                                                              |
| Special Tony Award | Dora Chamberlain             | Als Schatzmeisterin des Martin Beck Theatre                                                            |
| Special Tony Award | Herr und Frau Ira Katzenberg | Für ihren Enthusiasmus als eingefleischte Frühaufsteher                                                |
| Special Tony Award | Jules Leventhal              | Als produktivster Geldgeber und Produzent der Theatersaison                                            |
| Special Tony Award | P.A. MacDonald               | Für die aufwändige Produktion von If the Show Fits                                                     |
| Special Tony Award | Burns Mantle                 | Für seine jährliche Veröffentlichung                                                                   |
| Special Tony Award | Vincent Sardi, Sr.           | Dafür, dass er zwanzig Jahre lang den Theaterleuten im Sardi's ein vorübergehendes Zuhause geboten hat |

## Statistiken

### Mehrfache Gewinne
- 2 Gewinne: All My Sons, Another Part of the Forest, Finian’s Rainbow und Happy Birthday